# Esmoriz (stacja kolejowa)
Esmoriz (port: Estação Ferroviária de Esmoriz) – stacja kolejowa w gminie Ovar, w miejscowości Esmoriz, w dystrykcie Aveiro, w Portugalii. Znajduje się na Linha do Norte.
Jest obsługiwana przez pociągi CP Urbanos do Porto.

## Charakterystyka

### Położenie
Znajduje się w pobliżu Esmoriz przy Rua da Estação.

### Infrastruktura
Stacja posiada trzy tory, o długości 550 i 566 m; perony miają 248 i 200 metrów długości i 70–35 cm wysokości.

## Historia

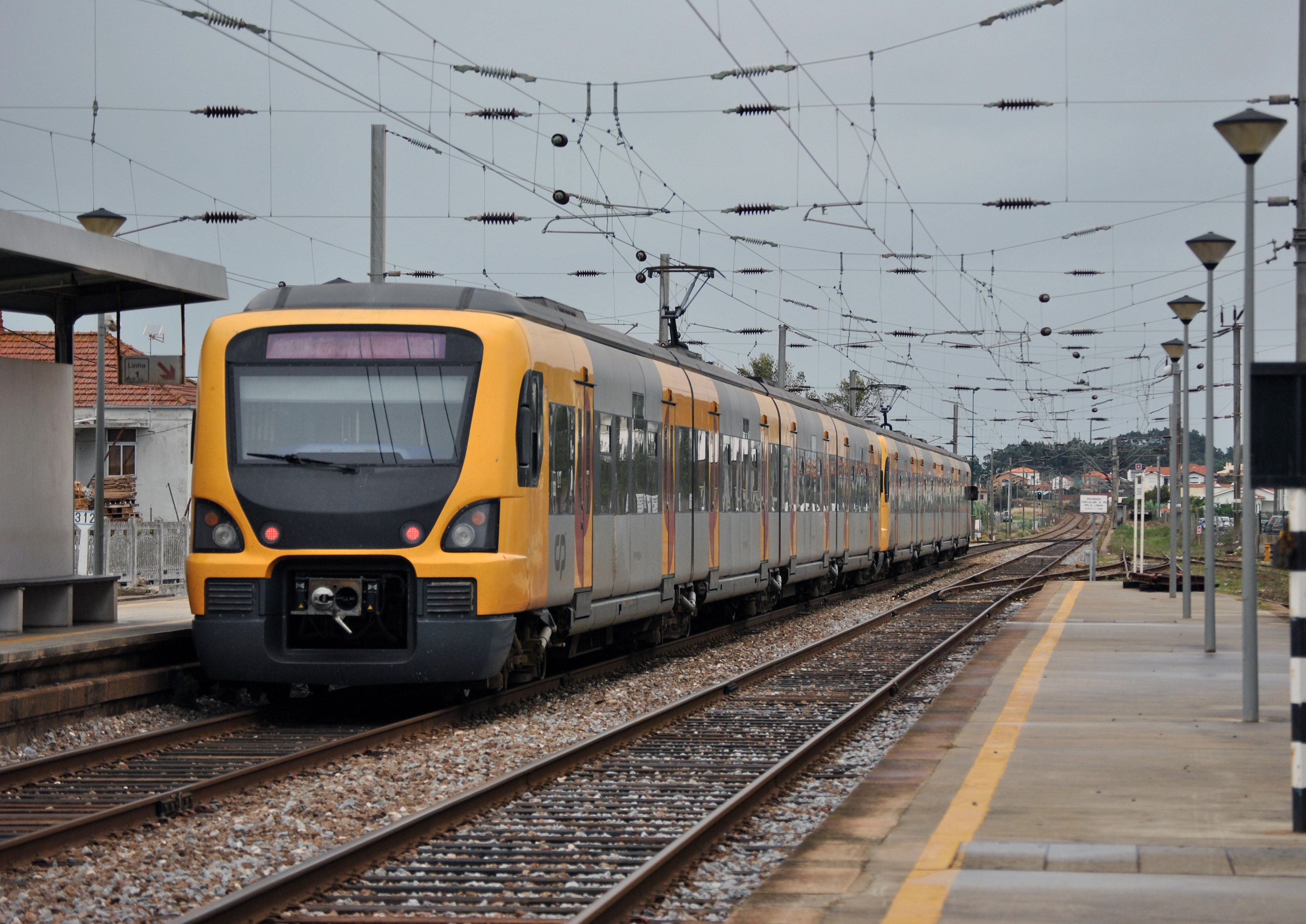
Pociąg podmiejski na stacji

Linia między stacjami Vila Nova de Gaia i Estarreja, która została wybudowana przez Companhia dos Caminhos de Ferro Portugueses, została otwarta w dniu 8 lipca 1863.
W 1933 roku Companhia dos Caminhos de Ferro Portugueses zobowiązała się do przebudowy tej stacji, w celu zwiększenie komfortu pasażerów.
W maju 1947 roku rząd zatwierdził projekt Companhia dos Caminhos de Ferro Portugueses na modernizację i rozbudowę tej stacji.
Odcinek między Quintans i Esmoriz został zelektryfikowany w listopadzie 1964, a następny odcinek do Vila Nova de Gaia w lipcu 1965.

## Linie kolejowe
- Linha do Norte